# Lycopodioides apoda
Lycopodioides apoda là một loài dương xỉ trong họ Selaginellaceae. Loài này được L. Kuntze mô tả khoa học đầu tiên năm 1891.